# Brookfield (hrabstwo Waukesha)
Brookfield – miejscowość w Stanach Zjednoczonych, w stanie Wisconsin, w hrabstwie Waukesha.